# Okrug Taos, Novi Meksiko
| Taos                                                       |                              |
| Zemljovid Novog Meksika s označenim okrugom Taosom.        |                              |
| Zemljovid SAD s označenom saveznom državom Novim Meksikom. |                              |
| Osnovan:                                                   | 9. siječnja 1852.            |
| Sjedište:                                                  | Taos                         |
| Najveće naselje:                                           | Taos                         |
| Površina:                                                  | 5.708 km2                    |
| Br. stanovnika (2010.):                                    | 32.937                       |
| Kongresni okrug:                                           | 3.                           |
| Vremenska zona:                                            | Stjenjačko vrijeme: UTC-7/-6 |
| Službene stranice:                                         | http://www.taoscounty.org/   |

Taos je okrug u američkoj saveznoj državi Novom Meksiku.

## Stanovništvo
Prema popisu stanovništva 2010., stanovnici su 68,7% bijelci, 0,4% "crnci ili afroamerikanci", 6,2% "američki Indijanci i aljaskanski domorodci", 0,7% Azijci, 0,0% Havajci ili tihooceanski otočani, 3,9% dviju ili više rasa, 20,1% ostalih rasa. Hispanoamerikanaca i Latinoamerikanaca svih rasa bilo je 55,8%.

## Vanjske poveznice
- Postal History Poštanski uredi u okrugu Taosu, Novi Meksiko